# ESport Rhein-Neckar
Die Organisation eSport Rhein-Neckar, kurz ERN, wurde im Jahr 2016 als E-Sport-Abteilung des nordbadischen Sportvereins TSV Oftersheim gegründet.

## Geschichte
eSport Rhein-Neckar ist die E-Sport-Abteilung des TSV 1895 Oftersheim e. V. Als erster deutscher Amateursportverein mit E-Sport-Abteilung engagiert sich der TSV Oftersheim seit Dezember 2016 im elektronischen Sport. Zusätzlich ist der Verein Gründungsmitglied des eSport-Bund Deutschland (ESBD). Die Umbenennung der Abteilung in „eSport Rhein-Neckar“ erfolgte am 1. Juni 2018.
Der eSport Rhein-Neckar agiert regional und überregional, sowohl im Breitensport als auch im Leistungssport. Die Motivation für das Engagement ist vielfältig. Zum einen möchte der Verein die Spielerinnen und Spieler beim Training unterstützen und sie dadurch zu Turniererfolgen führen. Zum anderen geht es aber auch darum Spaß zu haben und die Gemeinschaft zu fördern. Der eSport Rhein-Neckar sieht sich in der Verantwortung, die Spieler in ihrer physischen und psychischen Gesundheit zu unterstützen, mit dem Ziel die Spielerinnen und Spieler langfristig zu besseren E-Sportlern zu machen.
ERN partizipiert an der deutschen Meisterschaft im Computerspiel Counter-Strike: Global Offensive. Hier konnte die Organisation im Jahr 2020 den dritten Platz erringen. Man schied im Lower Bracket Finale gegen den späteren Meister Penta Sports aus. Darüber hinaus hat ERN gemeinsam mit dem deutschen Handballverein Rhein-Neckar Löwen die E-Sport-Marke ERN ROAR gegründet. Hier treten Mannschaften bei den deutschen Meisterschaften in den Spielen League of Legends und Rocket League an.